# ПоКіФоРо ІнРиКоЗ
ПоКіФоРо ІнРиКоЗ або покіфороінрикоз (рос. ПоЧиФоРа ИнРиКоС) — схема-абревіатура для опису вогнищевих утворів на рентгенограмі.
| По | — | Положення тіні (на рівні склетотопії, синтопіїҐ) |
| Кі | — | Кількість тіней (більше 4 — множинні тіні) |
| Фо | — | Форма тіні (порівнюють з відомими фігурами) |
| Ро | — | Розміри тіні (вказують у см, деколи у мм) |
|    |   | |
| Ін | — | Інтенсивність тіні; порівнюється із судинами та кісками (менше судин — низька, як судини — середня, як кістки — висока), виключення — «металева щільність» |
| Ри | — | Рисунок тіні (структура, однорідність / неоднорідність) |
| Ко | — | Контури тіні (рівні / нерівні) |
| З  | — | Зміщуваність тіні |